# Villeneuve-la-Comtesse
Villeneuve-la-Comtesse är en kommun i departementet Charente-Maritime i regionen Nouvelle-Aquitaine i västra Frankrike. Kommunen ligger  i kantonen Loulay som ligger i arrondissementet Saint-Jean-d'Angély. År 2022 hade Villeneuve-la-Comtesse 745 invånare.

## Befolkningsutveckling
Antalet invånare i kommunen Villeneuve-la-Comtesse
Referens:INSEE